# Vechtkwartels
Vechtkwartels (Turnicidae) zijn een familie van vogels uit de orde steltloperachtigen (Charadriiformes). Er zijn 18 soorten verdeeld over twee geslachten. De vogels lijken sterk op kwartels maar behoren niet tot de familie van de Hoendervogels.

## Beschrijving
Vechtkwartels zijn kleine op de grond levende vogels die weinig vliegen. Het vrouwtje heeft een meer opvallend verenkleed dan het mannetje en zij neemt ook het initiatief bij de balts. Beide seksen werken samen bij het bouwen van een nest, maar het mannetjes broedt de eieren uit en verzorgt de jongen. De broedtijd is 12 tot 13 dagen en de jongen kunnen twee weken na het uitkomen van de eieren vliegen.

## Taxonomie
Door hun gelijkenis met kwartels werden deze vogels tot in de jaren 1990 geplaatst binnen de orde van de Galliformes (hoenderachtigen) of de Gruiformes (kraanvogelachtigen). DNA-onderzoek naar de taxonomie van de vogels wees echter uit dat ze een zeer uitzonderlijke plaats innamen binnen de Neoaves. Sibley & Ahlquist (1990) plaatsten daarom de vechtkwartels in een aparte orde, de Turniciformes. Uit nader moleculair genetisch onderzoek bleek dat deze groep meer verwantschap heeft met de steltloperachtigen. Deze groep wordt dan beschouwd als het meest verwant aan de clade waarin ook de families Laridae, Glareolidae en de Alcidae zijn ondergebracht.

### Lijst van geslachten
- Geslacht Ortyxelos (1 soort: Leeuwerikkwartel)
- Geslacht Turnix (17 soorten vechtkwartels)

Vechtkwartels · Jacana's · Goudsnippen · Krabplevieren · Scholeksters · Ibissnavels · Steltkluten en kluten · Grielen · Renvogels en vorkstaartplevieren · Kieviten en plevieren · Magelhaenplevieren · Strandlopers en snippen · Kwartelsnippen · Trapvechtkwartels · Goudsnippen · IJshoenders · Jagers ·Pluvianidae (krokodilwachter) · Meeuwen, schaarbekken en sterns · Alken